# Màn hình khởi động

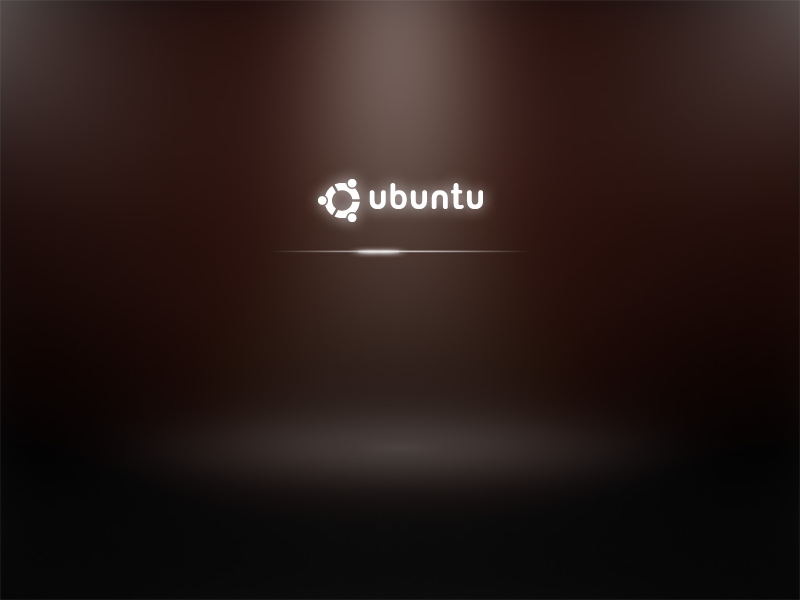
Màn hình khởi động của Ubuntu Karmic Koala v9.10

Một màn hình khởi động (tiếng Anh: bootscreen hoặc bootsplash) là dạng thể hiện đồ họa của quá trình khởi động của hệ điều hành.
Màn hình khởi động có thể là một dạng hình dung đơn giản về các thông báo khởi động cuộn trong bảng điều khiển, nhưng nó cũng có thể trình bày đồ họa hoặc một số kết hợp của cả hai.

## Microsoft Windows
Tất cả các phiên bản của Microsoft Windows đều có màn hình khởi động, xuất hiện trong quá trình khởi động. Với các tiện ích bổ sung của bên thứ ba, người dùng có thể thay thế màn hình khởi động mặc định của Windows bằng hình ảnh, văn bản và/hoặc hoạt ảnh tùy chỉnh.

### Windows Vista

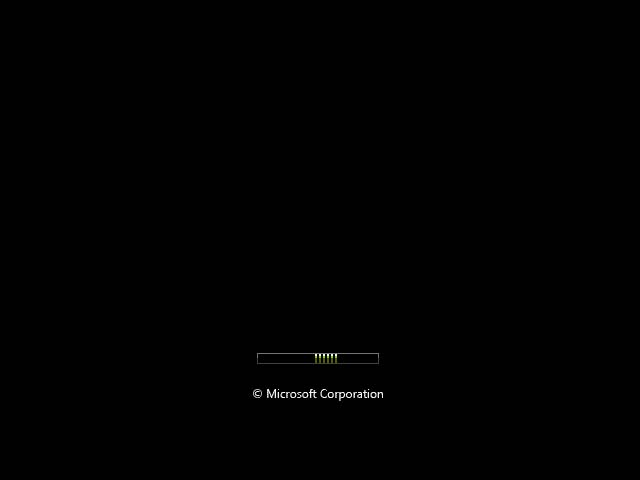
Màn hình khởi động của Windows Vista

Trong Windows Vista, màn hình khởi động mặc định được biểu thị bằng chỉ báo tiến trình không xác định màu xanh lục. Có thể thay đổi màn hình khởi động để hiển thị hình ảnh tĩnh của cực quang với dòng chữ "Starting Windows Vista" bằng cách bật tùy chọn "No GUI Boot" trong Windows System Configuration Utility (msconfig.exe). Microsoft đã cập nhật hình ảnh cực quang trong suốt vòng đời của hệ điều hành, bắt đầu từ Service Pack đầu tiên, màn hình khởi động "cực quang" đã được thay đổi để phù hợp với hình ảnh hiển thị trong màn hình ngủ đông của hệ điều hành.

### Windows 7
Trong Windows 7, việc thay đổi màn hình khởi động, mặc dù có thể thông qua các tiện ích của bên thứ ba, nhưng lại cực kỳ rủi ro và có thể khiến hệ thống không thể khởi động. Ngoài ra, màn hình khởi động "cực quang" ẩn đã bị loại bỏ.

### Windows 8, 8.1, 10

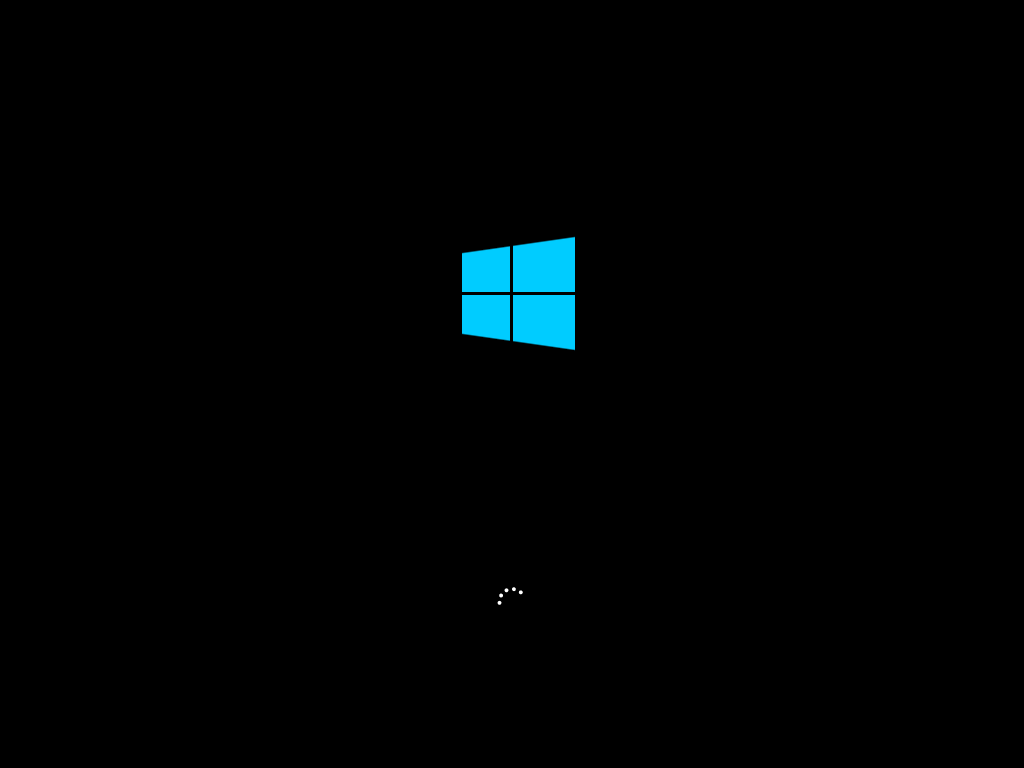
Màn hình khởi động Windows 8, Windows 8.1 và Windows 10

Nếu hệ thống đang khởi động UEFI (không phải Legacy) và có ACPI BGRT, Windows 8 trở lên sẽ hiển thị logo OEM trong khi khởi động.